# Jeux du Commonwealth
Les Jeux du Commonwealth (en anglais : Commonwealth Games) sont une compétition multisports où se rencontrent les meilleurs sportifs des nations membres du Commonwealth. La première édition eut lieu en 1930 sous le nom de Jeux de l'Empire britannique. La compétition change de nom en 1954 et devient les Jeux de l'Empire britannique et du Commonwealth puis Jeux du Commonwealth britannique en 1971 pour enfin adopter le nom actuel en 1978.
Le programme des épreuves est comparable à celui des Jeux olympiques d'été, mais comprend également certains sports plus spécifiques aux nations du Commonwealth comme le rugby à sept, le boulingrin ou le netball.
Les quatre nations du Royaume-Uni (l'Angleterre, l'Écosse, l'Irlande du Nord et le pays de Galles) envoient des délégations distinctes et les dépendances de la Couronne comme l'Île de Man ou Jersey ont également leur délégation.
Seulement six nations ont participé à toutes les éditions : l'Angleterre, l'Australie, le Canada, l'Écosse, la Nouvelle-Zélande et le Pays de Galles.

## Éditions des Jeux du Commonwealth

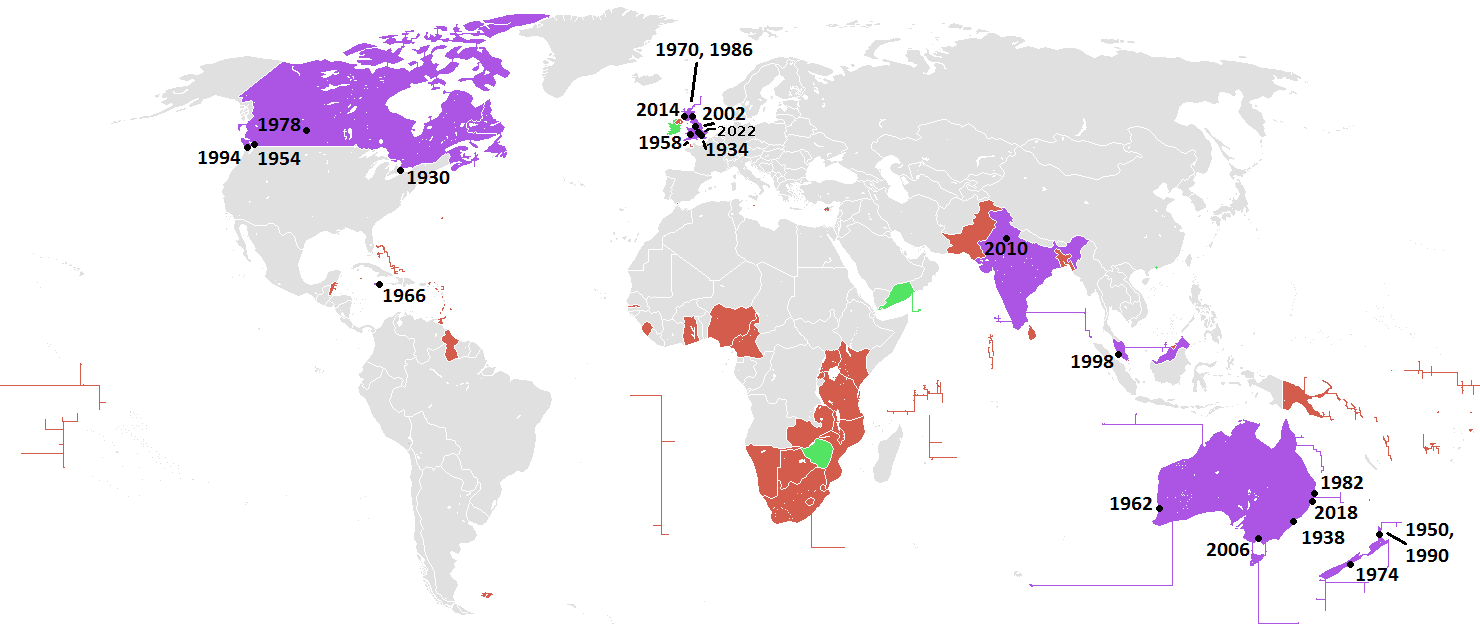
En violet, les pays hôtes. En rouge, les pays participants. En vert, les pays qui ont participé autrefois mais ne sont plus membres du Commonwealth aujourd'hui.

| Jeux                                            | Année | Ville hôte   | Pays             | Dates                      | Nations | Athlètes | Sports | Épreuves |
| ----------------------------------------------- | ----- | ------------ | ---------------- | -------------------------- | ------- | -------- | ------ | -------- |
| Championnat Inter-Empire                        |       |              |                  |                            |         |          |        |          |
| *                                               | 1911  | Londres      | Royaume-Uni      | 12 mai - 1er juin          | 4       | ?        | 4      | 9        |
| Jeux de l'Empire britannique                    |       |              |                  |                            |         |          |        |          |
| Ier                                             | 1930  | Hamilton     | Canada           | 16 - 23 août               | 11      | 400      | 7      | 59       |
| IIe                                             | 1934  | Londres      | Angleterre       | 4 - 11 août                | 17      | 500      | 8      | 68       |
| IIIe                                            | 1938  | Sydney       | Australie        | 5 - 12 février             | 15      | 466      | 8      | 71       |
| IVe                                             | 1950  | Auckland     | Nouvelle-Zélande | 4 - 11 février             | 12      | 590      | 10     | 88       |
| Jeux de l'Empire britannique et du Commonwealth |       |              |                  |                            |         |          |        |          |
| Ve                                              | 1954  | Vancouver    | Canada           | 30 juillet - 7 août        | 24      | 662      | 10     | 92       |
| VIe                                             | 1958  | Cardiff      | Pays de Galles   | 18 - 26 juillet            | 36      | 1130     | 10     | 94       |
| VIIe                                            | 1962  | Perth        | Australie        | 22 novembre - 1er décembre | 35      | 863      | 10     | 104      |
| VIIIe                                           | 1966  | Kingston     | Jamaïque         | 5 - 13 août                | 35      | 1316     | 10     | 110      |
| Jeux du Commonwealth britannique                |       |              |                  |                            |         |          |        |          |
| IXe                                             | 1970  | Édimbourg    | Écosse           | 16 - 25 juillet            | 42      | 1744     | 10     | 121      |
| Xe                                              | 1974  | Christchurch | Nouvelle-Zélande | 24 janvier - 2 février     | 38      | 1274     | 10     | 121      |
| Jeux du Commonwealth                            |       |              |                  |                            |         |          |        |          |
| XIe                                             | 1978  | Edmonton     | Canada           | 3 - 12 août                | 47      | 1475     | 11     | 126      |
| XIIe                                            | 1982  | Brisbane     | Australie        | 30 septembre - 9 octobre   | 46      | 1580     | 12     | 143      |
| XIIIe                                           | 1986  | Édimbourg    | Écosse           | 24 juillet - 2 août        | 27      | 1660     | 10     | 161      |
| XIVe                                            | 1990  | Auckland     | Nouvelle-Zélande | 24 janvier - 3 février     | 55      | 2074     | 10     | 213      |
| XVe                                             | 1994  | Victoria     | Canada           | 18 - 28 août               | 63      | 2557     | 10     | 219      |
| XVIe                                            | 1998  | Kuala Lumpur | Malaisie         | 11 - 21 septembre          | 70      | 3638     | 10     | 215      |
| XVIIe                                           | 2002  | Manchester   | Angleterre       | 25 juillet - 4 août        | 72      | 3863     | 17     | 281      |
| XVIIIe                                          | 2006  | Melbourne    | Australie        | 15 - 26 mars               | 71      | 4500     | 17     | 245      |
| XIXe                                            | 2010  | Delhi        | Inde             | 3 - 14 octobre             | 71      | 7081     | 21     | 272      |
| XXe                                             | 2014  | Glasgow      | Écosse           | 23 juillet - 3 août        | 71      | 4947     | 18     | 261      |
| XXIe                                            | 2018  | Gold Coast   | Australie        | 4 - 15 avril               | 71      | 4426     | 19     | 275      |
| XXIIe                                           | 2022  | Birmingham   | Angleterre       | 28 juillet - 8 août        | 72      | 5054     | 20     | 283      |
| XXIIIe                                          | 2026  | Glasgow      | Écosse           | 23 juillet - 2 août        |         |          |        |          |

## Traditions cérémoniales
- De 1930 à 1950, la parade des nations était menée par un porte-drapeau portant l'Union Jack.
- Depuis 1958, il y a un relais d'athlètes qui portent un bâton du palais de Buckingham à la cérémonie d'ouverture. À l'intérieur du bâton se trouve un message de la reine Élisabeth. Le dernier à porter le bâton est d'habitude un sportif célèbre du pays d'accueil.
- Tous les pays sont représentés par ordre alphabétique sauf le premier, celui qui avait reçu les jeux la fois précédente, et le dernier, le pays les accueillant cette fois-ci.

## Pays et territoires ayant participé aux Jeux
| - Aden 1962-1966 - Anguilla 1998- - Antigua-et-Barbuda 1966-1970, 1978, 1994- - Australie 1930- - Bahamas 1954-1966, 1974-1978, 1990- - Bangladesh 1978, 1990- - Barbade 1954-1962, 1970-1982, 1990- - Belize 1962-1966, 1978, 1994- - Bermudes 1930-1938, 1954, 1970-1982, 1990- - Botswana 1974, 1982- - Îles Vierges britanniques 1990- - Brunei Darussalam 1958, 1990- - Cameroun 1998- - Canada 1930- - Îles Caïmans 1978- - Îles Cook 1974-1978, 1986- - Chypre 1978-1982, 1990- - Dominique 1958-1962, 1970, 1994- - Angleterre 1930- - Îles Malouines 1982- - Fidji 1938-1986, 1998- - Gambie 1970-1982, 1990-2010, 2018- - Ghana 1954-1982, 1990- - Gibraltar 1958- - Grenade 1970-1978, 1994- - Guernesey 1970- - Guyana 1930-1938, 1954-1970, 1978-1982, 1990- - Hong Kong 1934, 1954-1962, 1970-1994 - Inde 1934-1938, 1954-1958, 1966-1982, 1990- - Île de Man 1958- - Irlande 1930 - État libre d'Irlande 1934 - Jamaïque 1934, 1954-1982, 1990- - Jersey 1958- - Kenya 1954-1982, 1990- - Kiribati 1998- - Lesotho 1970-1978, 1986- - Malawi 1970- - Malaya 1950, 1958-1962 - Malaisie 1966-1982, 1990- - Maldives 1986- - Malte 1958-1962, 1970, 1982- - Maurice 1966-1982, 1990- | - Montserrat 1994- - Mozambique 1998- - Namibie 1994- - Nauru 1990- - Terre-Neuve 1930, 1934 - Nouvelle-Zélande 1930-1974-1990 - Nigeria 1950-1958, 1966-1974, 1982, 1990- - Niué 2002- - Île Norfolk 1986- - Bornéo du Nord 1958-1962 - Irlande du Nord 1934-1938, 1954- - Pakistan 1954-1970, 1990- - Papouasie-Nouvelle-Guinée 1962-1982, 1990- - Rhodésie du Sud 1934-1958 - Fédération de Rhodésie et du Nyassaland 1962 - Sabah 1958 - Sainte-Hélène 1982, 1998- - Saint-Christophe-et-Niévès 1978, 1990- - Sainte-Lucie 1962,1970,1978, 1994- - Saint-Vincent-et-les-Grenadines 1958, 1966-1978, 1994- - Samoa et Samoa occidentales 1974- - Sarawak 1958-1962 - Écosse 1930- - Seychelles 1990- - Sierra Leone 1966-1970, 1978, 1990- - Singapour 1958- - Îles Salomon 1982, 1990- - Union d'Afrique du Sud 1930-1958 - Afrique du Sud 1994 - - Arabie du Sud 1966 - Sri Lanka 1938-1950, 1958-1982, 1990- - Eswatini 1970- - Tanganyika 1962 - Tanzanie 1966-1982, 1990- - Tonga 1974, 1982, 1990- - Trinité-et-Tobago 1934-1934, 1954-1982, 1990- - Îles Turks-et-Caïcos 1978, 1998- - Tuvalu 1998- - Ouganda 1954-1962, 1970-1974, 1990- - Vanuatu 1982- - Pays-de-Galles 1930- - Zambie 1954-1958, 1970-1982, 1990- - Zimbabwe 1982, 1990-2002 |

## Pays et territoires du Commonwealth qui n'ont pas encore participé aux Jeux
- Aurigny (Participe avec l'équipe de Guernesey)
- Territoire australien antarctique (pas de population permanente)
- Territoire britannique antarctique (pas de population permanente)
- Territoire britannique de l'océan Indien (population en exil, îles occupées par la US Navy)
- Île Christmas (fait partie de l'équipe australienne)
- Îles Cocos (fait partie de l'équipe australienne)
- Niévès (fait partie de l'équipe de Saint-Christophe-et-Niévès)
- Îles Pitcairn (population inférieure à 100 habitants)
- Dépendance de Ross (pas de population permanente)
- Sercq (participe avec l'équipe de Guernesey)
- Géorgie du Sud-et-les Îles Sandwich du Sud
- Tokelau (fait partie de l'équipe de la Nouvelle-Zélande ; voir aussi Tokelau aux Jeux du Commonwealth)